# Anthophorula unicornis
Anthophorula unicornis är en biart som beskrevs av González-vaquero och Roig-alsina 2005. Anthophorula unicornis ingår i släktet Anthophorula och familjen långtungebin. Inga underarter finns listade i Catalogue of Life.